# Жуківка (зупинний пункт)
Жу́ківка (також 144 км) — пасажирський залізничний зупинний пункт Київської дирекції Південно-Західної залізниці на електрифікованій змінним струмом лінії Чернігів — Ніжин.
Розташований біля південної околиці смт Куликівка Куликівського району Чернігівської області між станціями Імені Бориса Олійника (3 км) та Вересоч (6 км).